# Eurytoma tapio
Eurytoma tapio är en stekelart som beskrevs av Claridge 1959. Eurytoma tapio ingår i släktet Eurytoma och familjen kragglanssteklar.
Artens utbredningsområde är Sverige. Arten är reproducerande i Sverige. Inga underarter finns listade i Catalogue of Life.